# Santana do Maranhão
Santana do Maranhão es un municipio brasileño del estado de Maranhão. Su población censada en 2010 era de 11.661 habitantes.